# 双凤镇 (太仓市)
双凤镇，是中华人民共和国江苏省苏州市太仓市下辖的一个乡镇级行政单位。距市区西10km。面积62.5km2，2010年常住人口为5.6万人。 主要特产为双凤爊鸡和羊肉面，204国道经过该镇。

## 历史
- 1957年：撤镇，改为乡
- 1958年：撤乡，改为公社
- 1983年：复乡
- 1993年：复镇

## 行政区划
双凤镇下辖以下地区：
双凤社区、湖川桥社区、庆丰村、凤中村、黄桥村、勤力村、泥泾村、维新村、新湖村、新卫村和新闯村。